# Massive Assault Network 2
Massive Assault Network 2 — компьютерная игра с трехмерной графикой в жанре пошаговой стратегии, разработанная компанией Wargaming.net и выпущенная в ноябре 2006 года. Издателями игры в России выступили компании yuPlay и 1С.

## Обзор
Многие критики называют Massive Assault Network 2 сочетанием предыдущих игр компании Wargaming.net Massive Assault Network и Massive Assault: Domination/Phantom Renaissance. Основными отличиями Massive Assault Network 2 от предыдущих игр серии Massive Assault называют большее количество юнитов, возросшее количество карт и более высокую динамику, а также отсутствие абонентской платы. В игре появился новый режим пошаговой онлайновой игры, когда оба оппонента наблюдают за действиями друг друга в реальном времени. В распоряжении игрока имеются 42 юнита, сражения проводятся на одной из 25 планет. Кроме турниров, проводимых на добровольной основе игроками-энтузиастами, устраиваются официальные клановые войны, имитирующие масштабный галактический конфликт. В игре также предусмотрены обучающие миссии для новичков. Новички также могут наблюдать за действиями более опытных игроков и перенимать их навыки, воспользовавшись функцией наблюдения «глаз». Она позволяет видеть действия других игроков в реальном времени.
Massive Assault Network 2 часто сравнивают с игрой в шахматы. Баланс достигается благодаря полной идентичности войск обеих армий. Войска фракций отличаются только внешне, но их характеристики идентичны. С шахматами Massive Assault Network 2 также роднят простые правила и возможность использовать множество тактических уловок. В игре принято участвовать в нескольких партиях одновременно. Игрок может подобрать себе противника, воспользовавшись рейтинговой системой, а при помощи технологии «play by email» можно играть, делая ходы юнитами в любое удобное для игрока время.
Сюжет игры базируется на военных конфликтах будущего, разворачивающихся на далеких планетах Вселенной. Игроку предстоит вступить в ряды одной из фракций — Лиги (Phantom League) или Союза (Free Nations Union). Сюжет Massive Assault Network 2 основывается на концепции секретных союзников. В начале каждой партии на сторону обоих игроков встают по десять случайных стран, не известных для противника. В любой момент союзника можно «рассекретить», получив подкрепление. После сражения игрок может заняться экономикой — собрать прибыль с подконтрольных территорий и расплатиться за новые войска.
Особенностью Massive Assault Network 2 также следует назвать функцию кинематографической камеры, включив которую, игрок может наблюдать за самыми зрелищными фрагментами сражения.

## Оценки
Massive Assault Network 2 получила положительные отзывы критиков ведущих зарубежных и российских игровых изданий и Интернет-порталов.
| Сводный рейтинг       | Сводный рейтинг |
| Агрегатор             | Оценка          |
| --------------------- | --------------- |
| GameRankings          | 76,00 %         |
| Metacritic            | 72              |
| Иноязычные издания    |                 |
| Издание               | Оценка          |
| GameSpot              | 7,6/10          |
| PC Gamer (UK)         | 72              |
| Русскоязычные издания |                 |
| Издание               | Оценка          |
| Absolute Games        | 83 %            |
| «Игромания»           | 7,5/10          |
| «Страна игр»          | 8,0/10          |